# Ohara Corporation
Ohara Inc. (株式会社オハラ, Kabushiki-gaisha Ohara) é uma empresa japonesa de hialotecnia. A empresa está sediada em Sagamihara com subsidiárias em diversos países, incluindo Japão, Estados Unidos, Alemanha, Hong Kong, Malásia, Taiwan e China, sendo a Ohara Corporation a subsidiária dos EUA do Grupo Ohara. Ohara fabrica óculos desde 1935, o ano de sua fundação.
Seu site lista áreas de especialização, incluindo:
- Vidro óptico
- Substâncias polidas
- Sílica e Quartzo Fundidos
- Materiais IR e cristais ópticos
- Cerâmica de vidro

## Vidro óptico

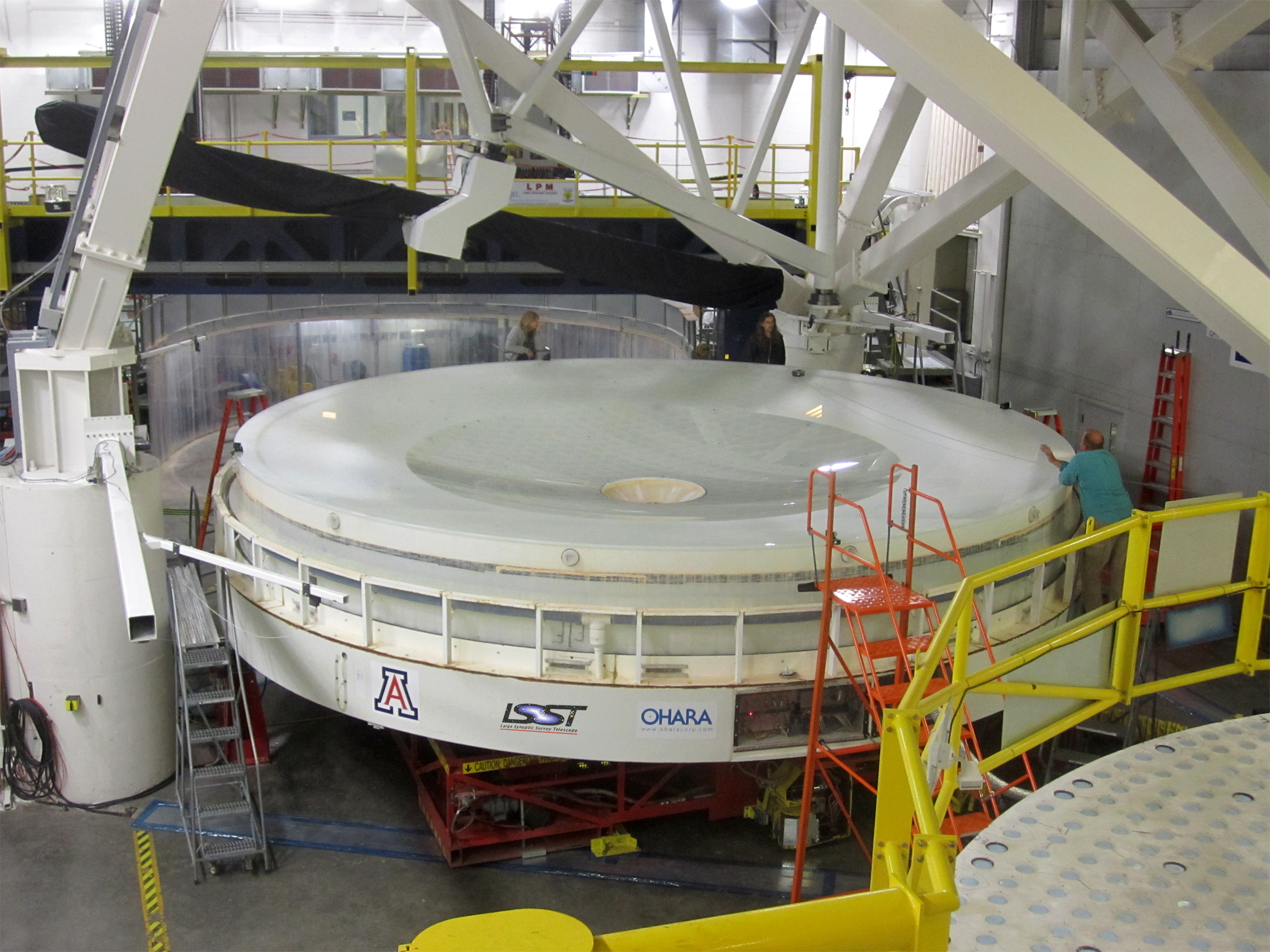
Espelho M1/M3 do grande telescópio de pesquisa sinóptica fabricado pelo Laboratório de Espelhos do Observatório de Steward da Universidade do Arizona

Entre outras coisas, Ohara é um importante fornecedor de vidro óptico. Os programas de design de lentes normalmente incluem óculos no catálogo Ohara entre suas opções de material de estoque, além de, por exemplo, óculos no catálogo Schott. Em seu site, Ohara descreve uma linha de mais de 130 óculos ambientalmente seguros, produzidos sem chumbo e arsênico.
Eles produzem mais de 300 toneladas de vidro óptico por mês (contra 10800 toneladas/mês para Schott e mais de 108000 toneladas/mês para Corning). O vidro está disponível em uma variedade de formas, incluindo tiras, placas, espaços em branco cortados e prensas.
Ohara inclui em seu catálogo o famoso borossilicato E6 (semelhante ao Pyrex de Corning), ClearCeram-Z (um vitrocerâmico semelhante ao Zerodur de Schott) e dois conhecidos óculos de baixa dispersão: FPL51 (o vidro UD usado pela Canon) e FPL53 mostrando propriedades perto de fluorita.

### Vidro do espelho do telescópio
Ohara forneceu mais de 23,5 toneladas de seu vidro borossilicato E6, o vidro óptico mais puro do mundo, para ser moldado no espaço em branco do espelho primário e terciário do Grande Telescópio de Pesquisa Sinóptica.
O vidro E6 também foi usado para fabricar o espelho do Telescópio Gigante de Magalhães e do Grande Telescópio Binocular, ambos com um espelho primário de 8,4 metros de largura.